# Leucocybe connata
Leucocybe connata ((Schumach.) Vizzini, P. Alvarado, G. Moreno & Consiglio, 2015) è un fungo dell'ordine Agaricales.

## Etimologia
Dal latino connatus-a-um = nato con gli altri, per la crescita cespitosa.

## Descrizione della specie

### Cappello
3–7 cm di diametro, prima convesso, poi espanso depresso o leggermente umbonato, liscio, di forma irregolare, a volte saldato con un altro cappello 
cuticolaopaca,  di colore bianco o bianco-sporco, spesso con macchie acquee, a volte con sfumature grigiastre
margineinvoluto, liscio, cartilagineo, spesso ondulato.

### Lamelle
Bianche, fitte, adnate o leggermente decorrenti al gambo.

### Gambo]
3–8 cm, di colore bianco, lungo ed esile, cilindrico oppure schiacciato perché pressato da altri gambi appaiati, a volte subclavato o attenuato alla base, elastico, cavo, fibrilloso, leggermente pruinoso all'apice.

### Carne
Bianca immutabile, compatta.
- Odore: grato, di farina fresca.
- Sapore: analogo.

### Microscopia
Sporebianche in massa, ellissoidali, lisce, guttulate, ialine, non amiloidi, 5-6 x 2-4 µm.
Basiditetrasporici, clavati, con granulazioni siderofile.

## Habitat
Gregario o cespitoso, in luoghi umidi, tra l'erba, nei boschi di latifoglie e di conifere oppure al limite degli stessi; dall'estate all'autunno, molto abbondante nei luoghi di crescita.
Presso legno marcescente, anche su segatura.

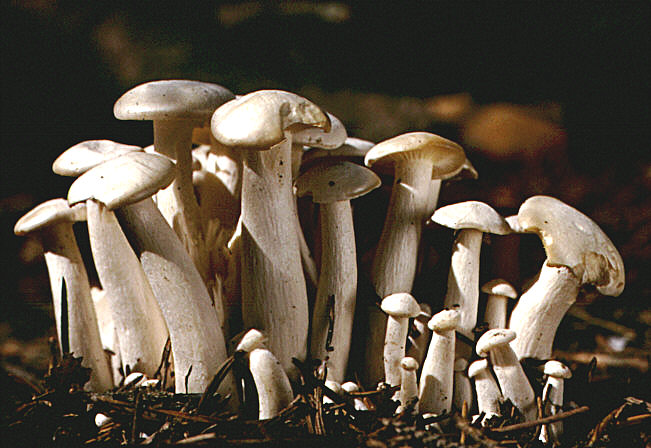
Cespo di L. connata

## Reazioni chimiche
- Carne e lamelle + solfato ferroso (FeSO4): vira lentamente al blu-porpora.

## Commestibilità
Commestibile, con riserva.
L. connata era considerato fino a poco tempo fa un ottimo fungo commestibile finché in Austria, a seguito di ricerche di laboratorio, fu scoperto che esso contiene una tossina, denominata successivamente "Connatina" (N-idrossi-N',N'-dimetil-citrullina), che sembra possedere proprietà mutagene, ossia generare mutazioni nel DNA.
A seguito di questa notizia, la vendita di questa specie venne immediatamente interdetta a scopo cautelativo.

## Sinonimi
- Agaricus connatus Schumach., Enum. pl. (Kjbenhavn) 2: 299 (1803)
- Clitocybe connata (Schumach.) Gillet, Hyménomycètes (Alençon): 164 (1874)
- Tricholoma connatum (Schumach.) Ricken, Die Blätterpilze: 360 (1915)

## Specie simili
- Clitocybe phyllophila (tossico)